# Василівська сільська рада (Полтавський район)
Василівська сільська рада — колишній орган місцевого самоврядування у Полтавському районі Полтавської області з центром у селі Василівка.

## Населені пункти
Сільраді були підпорядковані населені пункти:
- c. Василівка
- с. Мале Ладижине